# Kujō Michifusa
Kujō Michifusa (九条 道房 1609 – 1647?)

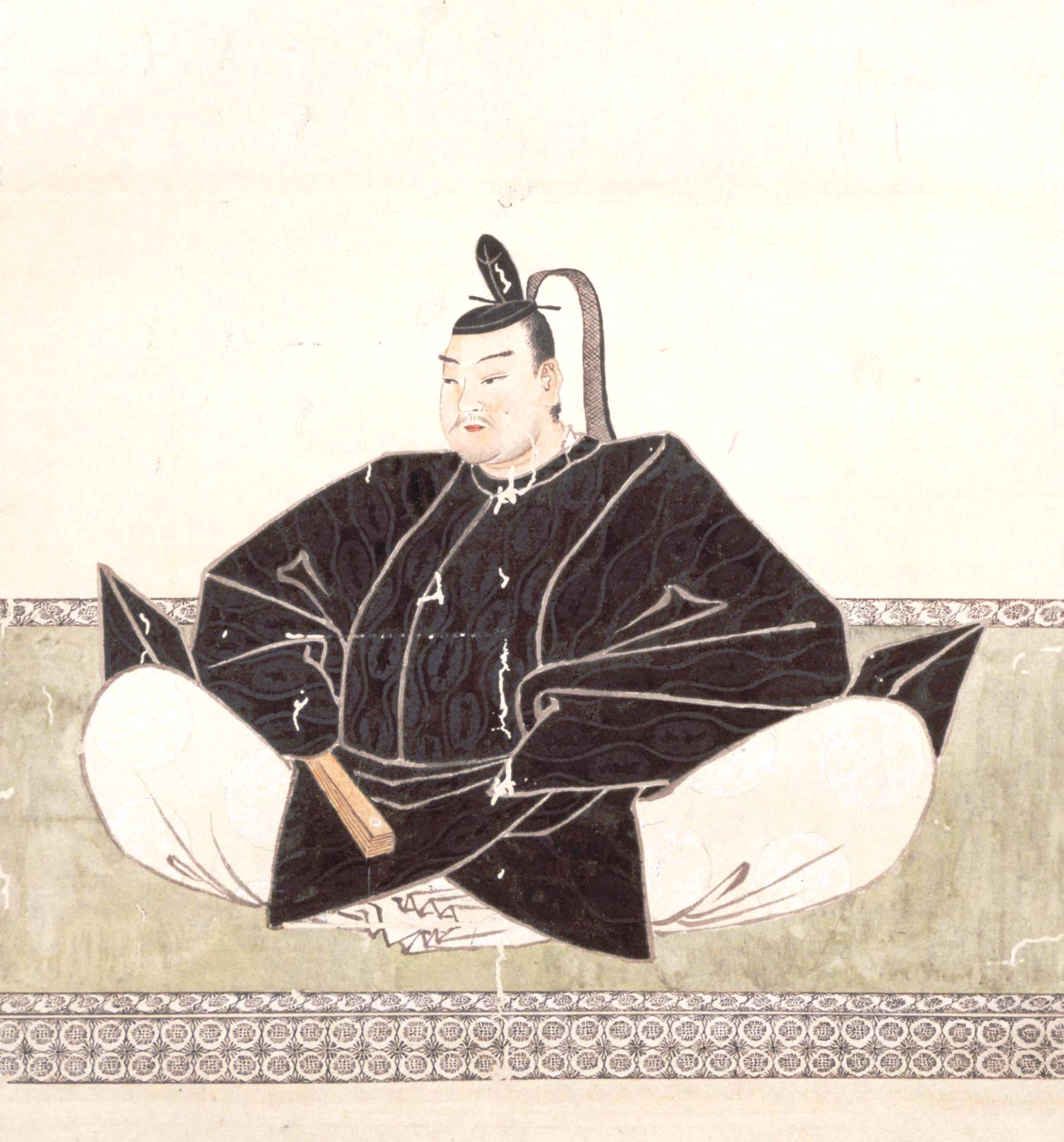
Retrato del del kuge Kujō Michifusa. La imagen pertenece a la Colección Historiográfica de la Universidad de Tokio.

fue un kuge (cortesano) que actuó de regente a comienzos de la era Edo. Fue hijo del regente Kujō Yukiie.
Ocupó la posición de sesshō del Emperador Go-Kōmyō en 1647.
Contrajo matrimonio con la hija del segundo líder del Echizen han Matsudaira Tadanao. Una de sus hijas se casó con el regente Kujō Kaneharu, quien fue adoptado como su hijo; y su segunda y quinta hija fueron consortes del tercer líder del Hiroshima han Asano Tsunaakira.